# Pierrot et la mouche
Pierrot et la mouche è un cortometraggio del 1897 diretto da Georges Hatot.
Catalogo Lumière n° 757

## Trama
Pierrot è disturbato nel suo pisolino da una mosca.